# Station Lehrte
Station Lehrte (Bahnhof Lehrte) is een spoorwegstation in de Duitse plaats Lehrte, in de deelstaat Nedersaksen. Het station is een belangrijk knooppunt voor goederenverkeer in Duitsland.

## Geschiedenis
Lehrte ontwikkelde zich midden negentiende eeuw tot een belangrijk spoorwegknooppunt van de Königlich Hannöversche Staatseisenbahnen. In 1843 werd de spoorlijn Hannover - Peine via Lehrte gebouwd, die in de volgende jaren naar Braunschweig werd verlengd en met zijlijnen van Lehrte naar Celle (1845) en naar Hildesheim (1846). In 1844 werd ook het neoklassieke stationsgebouw naar ontwerp van Eduard Ferdinand Schwarz.
De spoorlijn Berlijn - Lehrte werd door de Magdeburg-Halberstädter Eisenbahngesellschaft (MHE) gebouwd en in 1871 was de gehele lijn in gebruik. De lijn was concurrerend met een andere spoorlijn via Maagdenburg en Braunschweig. Eindpunt van spoorlijn in Berlijn was het Lehrter Bahnhof, welke in 1958 werd afgebroken. Nabij deze locatie werd het nieuwe Berlin Hauptbahnhof gebouwd, met de bijnaam "Lehrter Bahnhof".
De spoorlijn naar Hildesheim, die zuidelijk van het station Lehrte doorsneed, werd in 1990 omgelegd en ten oosten van Lehrte aan de spoorlijn naar Berlijn aangesloten. Hierdoor kwam de langgekoesterde wens om de overlast te verminderen in vervulling. De oude spoordijk werd deels vervangen door een park. De voor Lehrte kenmerkende spoorbomen verdwenen hierdoor.
In 1998 werd de spoorlijn Berlijn - Oebisfelde langs de oude spoorlijn Berlijn - Lehrte vanaf  Spandau via Stendal naar Oebisfelde. Sindsdien is Lehrte  alleen nog een regionaal station, omdat de ICE en IC treinen naar Hannover, Berlijn en Leipzig niet meer in Lehrte stopten.
In de zomer van 2008 werd het knooppunt Lehrte opnieuw ingericht, om goederentreinen vanaf de goederenlijn om Hannover en uit Celle kruisingsvrij te kunnen laten rijden naar Hildesheim en Braunschweig. De sporen van de HSL werden hiervoor hoger gelegd. De langeafstandstreinen uit Wolfsburg en Braunschweig kunnen nu Lehrte met 120 km/h passeren.

## Reizigersverkeer

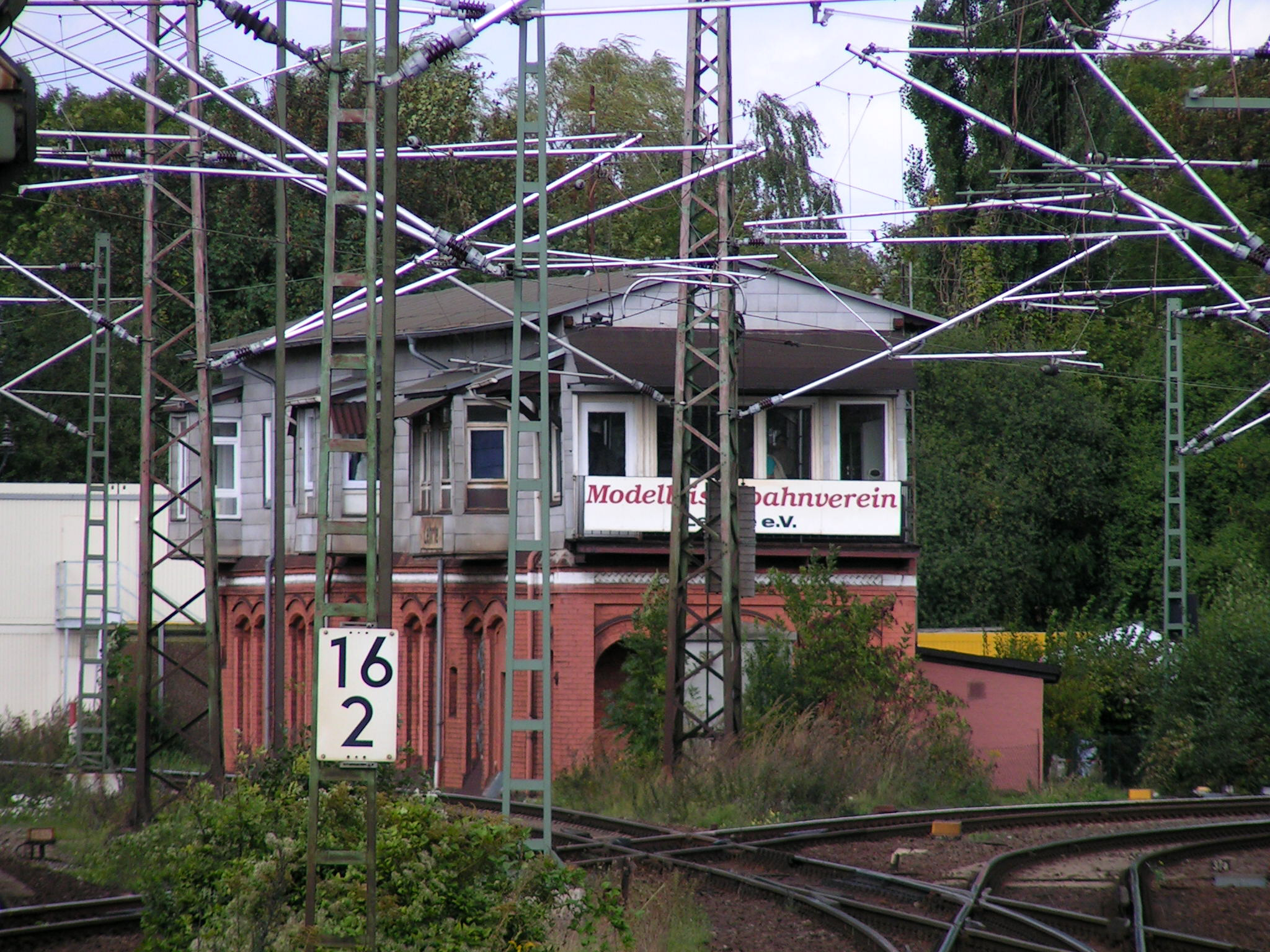
Voormalig seinhuis, tussen de sporen naar Hannover (links) en naar Celle (rechts) (2004)

Voor het reizigersverkeer is Lehrte een belangrijk knooppunt in de Regio Hannover (GVH) met aansluiting op de S-Bahn van Hannover.

### Indeling
Het station heeft twee stationsgebouwen, een entreegebouw aan westzijde (Bahnhofstraße) en een stationsgebouw op het eilandperron tussen de sporen. In totaal zijn er 4 eilandperrons, met in totaal 7 perronsporen. Deze zijn allen deels overkapt. De oostelijke perronsporen (spoor 11-14) worden in de regel gebruikt door S-Bahn-treinen, spoor 12 wordt niet gebruikt. De westelijke perronsporen (spoor 1-3) worden voornamelijk gebruikt door de Regional-Express-treinen. De perrons zijn te bereiken via een trap en lift vanaf een voetgangerstunnel onder de sporen, die ook de straten Poststraße en Bahnhofstraße verbindt. Aan de westzijde bevindt zich een bushalte, taxistandplaatsen en een fietsenstalling. Het station beschikt over een aantal horecagelegenheden, winkels en een OV-Servicewinkel (DB Reisezentrum). 

### Verbindingen
Het station is onderdeel van de S-Bahn van Hannover, die wordt geëxploiteerd door DB Regio Nord. Daarnaast stoppen er treinen van enno en Westfalenbahn. De volgende treinseries doen het station Lehrte aan:
| Serie | Treinsoort                       | Route | Bijzonderheden                      |
| ----- | -------------------------------- | --- | ----------------------------------- |
| RE 30 | Regional-Express (enno)          | Hannover Hbf – Lehrte – Gifhorn – Wolfsburg Hbf                                                                                     |                                     |
| RE 60 | Regional-Express (Westfalenbahn) | Rheine – Osnabrück Hbf – Bünde (Westf) – Löhne (Westf) – Bad Oeynhausen – Minden (Westf) – Hannover Hbf – Lehrte – Braunschweig Hbf | Ems-Leine-Express 1x per twee uur   |
| RE 70 | Regional-Express (Westfalenbahn) | Bielefeld Hbf – Herford – Löhne (Westf) – Bad Oeynhausen – Minden (Westf) – Hannover Hbf – Lehrte – Braunschweig Hbf                | Weser-Leine-Express 1x per twee uur |
| S3    | S-Bahn (DB Regio Nord)           | Hannover Hbf – Lehrte – Hildesheim Hbf                                                                                              |                                     |
| S7    | S-Bahn (DB Regio Nord)           | Hannover Hbf – Lehrte – Celle |                                     |

## Rangeerterrein
Het voormalige rangeerterrein werd op de kruising van de noord-zuid en oost-west lopende spoorlijnen na de stillegging tussen 1960 en 1964 gehalveerd, tot de huidige grote. Als centraal rangeerstation in de regio Hannover werd in de jaren 60 het rangeerterrein van Seelze, ten westen van Hannover, uitgebreid.

## Megahub
Vanaf 1997 zijn er plannen voor de bouw van een snelle overslagterrein Lehrte, welke het terrein in Hannover-Linden zouden moeten vervangen. Het voormalige rangeerterrein in Lehrte zal hiervoor een container overslagstation voor de zeehaven-achterlandverbinding ("Megahub") verbouwd worden. Hier zullen containers tussen treinen evenals tussen vrachtwagens en treinen worden overgeslagen. Het containeroverslag tussen treinen is om het rangeren van enkele wagons te voorkomen.
Het overslagstation zal de naam MegaHub Lehrte krijgen. De staat en de spoorwegen investeren samen rond de €100 miljoen.
Het terrein zal bestaan uit twee spoorbundels met ieder drie sporen. Deze zijn 700 meter lang en worden door drie 82 meter brede portaalkranen overspannen. Daarnaast worden de containers op Automatisch geleid voertuig geladen. Naast de bestaande sporen zal dit station op de 17 kilometer lange nieuwe goederspoorlijn aan de Y-tracé Hamburg/Bremen - Hannover aangesloten worden.
De plannen voor de bouw van de Megahub werd op 14 april 2005 vastgesteld. In november 2011 kwamen DB Netz AG en het Bondsministerie van Verkeer tot een financieringsovereenkomst. Het verkeersministerie stelde hiervoor in een investeringsplan tussen 2011 en 2015 €77,1 miljoen beschikbaar. De start van de bouw was in 2012 gepland.
Op grond van nog onbeantwoorde gedetailleerde vragen en zorgen van de stad Lehrte evenals bewoners (onder andere geluidsoverlast), die werden veroorzaakt door eind 2013 gecommuniceerde conceptveranderingen van de spoorwegen, wat de bouw vertraagde. Voorbereidende werkzaamheden werden naar 2015 verplaatst. De doorgevoerde veranderingen werd in 2015 vastgesteld door een openbare hoorzitting, omdat de stad Lehrte de veranderingen van groot belang acht voor de aanwonenden en andere geïnteresseerden. De bouwbegin voor de Megahub-terrein is voor 2016 gepland. Wanneer alles volgens planning gaat, kan het eerste proefbedrijf in 2018 beginnen.
Noordelijk van het station ontwikkelt de Regio Hannover een 4,7 hectare grote goederenverkeerscentrum Hannover-Lehrte.
Hannover Hbf ·
Hannover-Kleefeld ·
Hannover Karl-Wiechert-Allee · 
Hannover-Anderten-Misburg ·
Ahlten (Han) ·
Lehrte ·
Hämelerwald ·
Vöhrum ·
Peine ·
Woltorf ·
Sierße ·
Vechelde ·
Groß Gleidingen ·
Broitzem ·
Braunschweig Hauptbahnhof
Hamburg-Harburg ·
Meckelfeld ·
Maschen · 
Stelle ·
Ashausen ·
Winsen (Luhe) ·
Radbruch ·
Bardowick ·
Bardowick ·
Lüneburg ·
Bienenbüttel ·
Bad Bevensen ·
Emmendorf ·
Uelzen ·
Suderburg ·
Unterlüß ·
Eschede ·
Celle ·
Ehlershausen ·
Otze ·
Burgdorf (Han) ·
Aligse ·
Lehrte ·